# Bojarenduma
Bojarenduma (russisch Боярская дума, oft auch nur Duma genannt) ist die Bezeichnung für ein Beratungsgremium im Großfürstentum Moskau und im Zarentum Russland. Es bestand vom 11. Jahrhundert bis zu seiner Auflösung 1711.

## Geschichte
Aus den Druschinas ging im 11. Jahrhundert die Bojarenduma als Beratergremium hervor. In ihr waren Bischöfe, Stadtälteste, Vertraute des Herrschers, Spitzen der Verwaltung und einflussreiche Adelsfamilien vertreten. Mit der Bildung des Moskauer Einheitsstaates entwickelte sich die Bojarenduma zu einem dauerhaften Organ. Unter dem Vorsitz des Zaren gehörten ihr die Angehörigen der verschiedenen Dumaränge an.  
Umfasste die Bojarenduma noch bis zur Mitte des 17. Jahrhunderts bestenfalls zwei Dutzend Angehörige, zählte die Landesversammlung Semski Sobor als zweite Zentralinstitution deutlich mehr Deputierte.
Die Rolle der Bojarenduma war nicht geregelt, sie basierte auf der Tradition und blieb bis zum Ende des 17. Jahrhunderts die höchste Verwaltungseinrichtung mit beratender und richterlicher Funktion in Russland. Nicht selten traten Bojarenduma und Zar als einheitliche Gewalt auf, etwa durch Erlass der Formel „Der Zar befahl und die Bojaren stimmten zu“. 
Im Zuge der Petrinischen Reformen löste Zar Peter I. die Bojarenduma 1711 auf. An seine Stelle trat der Regierende Senat.